# Lovely Lovely Strawberry
「Lovely Lovely Strawberry」（ラブリー・ラブリー・ストロベリー）は、久保ユリカの楽曲。Yugo Ichikawaが作詞・作曲を手掛けた。久保のデビューシングルとして2016年2月17日にポニーキャニオンから発売された。

## 音楽性
表題曲はスウィングするポップで元気な曲調が特徴で、久保曰く「久保ユリカが久保ユリカを演じることに注力した、自分が歌いたい楽曲というよりも応援してくださる方に喜んでもらえて、その後の活動のベースになる曲」として作成している。また、久保は曲自体を頭に残るものにしたいという想いがあり、サビのフレーズや歌詞は特に耳に残ったという理由で気に入っている。
PVはナチュラルをテーマに、カジュアルな服を着て普通に散歩するショートムービーの様な作品に仕上げている。

## リリース
シングルは初回限定盤(PCCG-01513)と通常盤(PCCG-70310)の2種リリースで、初回限定盤には「Lovely Lovely Strawberry」のミュージックビデオを収録したDVDが付属する。
カップリング曲には「You Lyrical」が収録されており、空耳で「ユリカ」と聞こえる遊び心を加えた楽曲として作製されている。

## チャート成績
2月16日付のオリコンデイリーランキングでは8位にランクインし、翌日2月17日付では3,782枚を売り上げ1位にランクインした。声優のソロCDがデイリー1位を獲得するのは宮野真守の「シャイン」以来10ヶ月ぶり、デビュー作での首位獲得は史上初の快挙となった。
2月29日付のオリコン週間ランキングでは初動1.4万枚を売り上げ6位にランクインした。

## 収録内容
| #         | タイトル                                     | 作詞          | 作曲          | 編曲             | 時間  |
| --------- | -------------------------------------------- | ------------- | ------------- | ---------------- | ----- |
| 1.        | 「Lovely Lovely Strawberry」                 | Yugo Ichikawa | Yugo Ichikawa | Yugo Ichikawa    | 4:32  |
| 2.        | 「You Lyrical」                              | 阿部史        | 尋木ヒロ      | 尋木ヒロ、林武蔵 | 3:51  |
| 3.        | 「Lovely Lovely Strawberry（Instrumental）」 |               |               |                  | 4:32  |
| 4.        | 「You Lyrical（Instrumental）」              |               |               |                  | 3:49  |
| 合計時間: | 合計時間:                                    | 合計時間:     | 合計時間:     | 合計時間:        | 16:46 |

| #  | タイトル                                  | 作詞 | 作曲・編曲 |
| -- | ----------------------------------------- | ---- | ---------- |
| 1. | 「Lovely Lovely Strawberry」(Music Video) |      |            |